# Thannhausen (Autriche)
Pour les articles homonymes, voir Thannhausen.
Thannhausen est une commune autrichienne du district de Weiz en Styrie.

## Personnalités
- Sophie de Hohenberg

1. ↑  « Einwohnerzahl 1.1.2018 nach Gemeinden mit Status, Gebietsstand 1.1.2018 », Statistik Austria (en) (consulté le 9 mars 2019)